# Biobrandstofcel

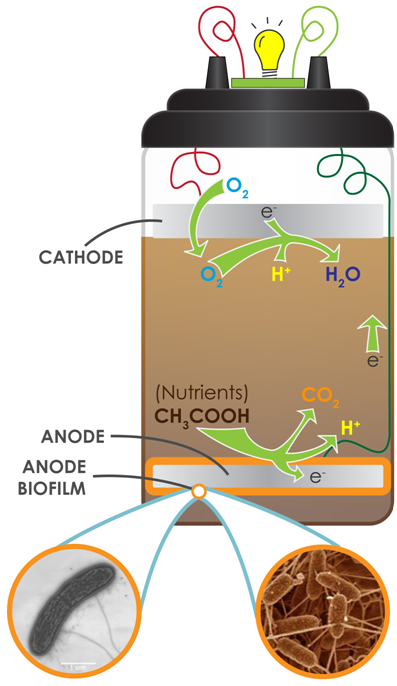
Een aardegebaseerde bacteriële cel. Het kathodemembraan bevindt zich op de aarde en maakt gebruik van de zuurstof uit de lucht.

Een biobrandstofcel ofwel MFC (microbial fuel cell) is een brandstofcel waarin micro-organismen door afbraak van organische materialen elektronen leveren en op deze manier een potentiaalverschil opwekken. Op deze manier kan een biobrandstofcel fungeren als batterij.
Biobrandstofcellen bevinden zich op dit ogenblik nog in een experimenteel stadium. Alhoewel het principe van de werking van een dergelijke cel al experimenteel is aangetoond, wordt er gezocht naar manieren om de geleverde stroomdichtheid te vergroten. Dit is mogelijk door de elektronenoverdracht van de oplossing naar de elektrode te verhogen door middel van poreuze elektroden met een optimale katalysator op het oppervlak. Bovendien kan het onttrekken van elektronen van de brandstof verhoogd worden door te zoeken naar een geschikte mediator en een bacteriecultuur die op lange termijn een hoge en stabiele stroomdichtheid levert.

## Werking
Een biobrandstofcel is een brandstofcel waarbij micro-organismen, zoals bacteriën, zich in het anaerobe anodisch compartiment bevinden.
Dit anodisch compartiment is gescheiden van het kathodisch compartiment door een semipermeabel membraan. De kamer van de kathode is volledig gevuld met water en staat bovenaan wel in contact met de lucht (en dus ook met zuurstof). De kathode zelf is zo bevestigd dat ze in contact met water én in contact met de lucht staat.
De micro-organismen oxideren organische materialen als brandstof. Bij dit verteringsproces worden de ontstane elektronen echter aan een mediator afgestaan in plaats van rechtstreeks aan zuurstofgas uit de lucht (vandaar dat de anodekamer luchtdicht wordt gemaakt voor optimale werking). De gereduceerde mediator wordt aan de anode geoxideerd, waarbij de door de micro-organisme afgestane elektronen terug vrijkomen. Deze elektronen zullen op hun beurt zuurstof oxideren aan de kathode in het kathodisch compartiment. De aan de anode ontstane elektronen zorgen voor een ladingsopbouw en het ontstaan van een potentiaalverschil. Wanneer deze elektronen door een uitwendige keten worden geleid, ontstaat een kleine elektrische stroom.
Een voorbeeld van de verbranding van suiker door de micro-organismen is:
{\displaystyle {\ce {C12H22O11 + 13H2O -> 12CO2 + 48H+ + 48e-}}}
De 48 vrijgekomen elektronen in deze reactie zorgen voor het potentiaalverschil. Dit potentiaalverschil zal een maximum bereiken wanneer de micro-organismen verzadigd zijn in het anodisch compartiment en hangt af van de configuratie van de cel.

## Het gebruik van mediatoren
Mediatoren worden gebruikt om de stroomdichtheid van biobrandstofcellen te vergroten. Dergelijke verbindingen bestaan uit redoxkoppels die vele malen gereduceerd kunnen worden door de aanwezige micro-organismen en naderhand snel geoxideerd kunnen worden aan de anode. Bovendien hebben deze mediatoren het best een hoge klempotentiaal, omwille van de efficiëntie van de cel en mogen ze ook niet giftig zijn voor de gebruikte micro-organismen. Daarom worden dikwijls producten gebruikt die eveneens in het metabolisme van de bacteriën voorkomen en dat kunnen zowel van anorganische oorsprong (mangaanoxides en ijzeroxides) als organisch (kleurstoffen en humuszuren) zijn.
Omdat in een oplossing aanwezige stoffen sneller oxideren dan vaste of gasvormige stoffen worden in het kathodisch compartiment van de brandstofcel eveneens producten gebruikt die snel oxideren aan de lucht. Een voorbeeld van een dergelijke redoxkoppel is hexacyanoferraat (Fe(CN)63− / Fe(CN)64−).